# Daemonorops curranii
Daemonorops curranii är en enhjärtbladig växtart som beskrevs av Odoardo Beccari. Daemonorops curranii ingår i släktet Daemonorops och familjen Arecaceae. Inga underarter finns listade i Catalogue of Life.